# Batalla de Montorgueil
La batalla de Montorgueil va tenir lloc el 24 de desembre de 1795 durant la guerra de Vendée.

## Preludi
A principis de desembre de 1795, Charette va establir el seu campament a Montorgueil, prop de Poiré-sur-Vie. El 8 de desembre va prendre el temps d'escriure a Lluís XVIII per deplorar que el comte d'Artois no l'hagués reconegut com a generalíssim de l'Exèrcit Catòlic i Reial. {nota 1.}

## Procés
El 24 de desembre de 1795, al poble de Montorgueil, el general Charette va ordenar a Pierre-Suzanne Lucas de La Championnière que embosqués a un comboi republicà al pantà entre Belleville-sur-Vie i Les Lucs-sur-Boulogne. Segons el relat que va deixar Lucas de La Championnière a les seves memòries {nota 2,} els Vendéans van romandre molt de temps emboscats i el comboi va aparèixer en el moment en què aquests, cansats, començaven a retirar-se. Es va perdre l'element sorpresa, però els Vendeans es van llançar sobre el destacament patriòtic que va fugir ràpidament. Només es maten uns pocs endarrerits. No obstant això, el líder de la divisió François Pajot va arribar al camp de batalla en aquest moment i es va precipitar a atacar però va rebre un cop fatal a la part baixa de l'abdomen.